# Freie-Pyramide-Jugendeuropameisterschaft
Die Freie-Pyramide-Jugendeuropameisterschaft war ein Billardturnier in der Freien Pyramide, einer Disziplin des Russischen Billards. Die Kontinentalmeisterschaft wurde von 2004 bis 2013 zumeist jährlich ausgetragen.
Kein Spieler gewann das Turnier mehr als einmal. Am erfolgreichsten waren die Russin Nadeschda Demtschenko und der Ukrainer Kyrylo Ustytsch mit jeweils einem EM-Titel und einem zweiten Platz.

## Juniorenturnier

### Die Turniere im Überblick
| Jahr | Austragungsort | Europameister        | Ergebnis | Finalist             | Halbfinalisten 1      |
| ---- | -------------- | -------------------- | -------- | -------------------- | --------------------- |
| 2004 | Minsk          | Radomyr Kononenko    | 6:5      | Sergei Kurmanajew    | Uladsislau Wassilenka |
| 2004 | Minsk          | Radomyr Kononenko    | 6:5      | Sergei Kurmanajew    | Kirill Filippow       |
| 2005 | Sudak          | Vidjai Drangoi       | 6:2      | Wolodymyr Perkun     | Radomyr Kononenko     |
| 2005 | Sudak          | Vidjai Drangoi       | 6:2      | Wolodymyr Perkun     | Jewhen Talow          |
| 2006 | Sudak          | Älichan Qaranejew    | 6:4      | Dmitri Kirillow      | Uladsislau Wassilenka |
| 2006 | Sudak          | Älichan Qaranejew    | 6:4      | Dmitri Kirillow      | Jauhen Kurta          |
| 2007 | Dnipro         | Artjom Sotow         | 7:6      | Jaroslaw Tarnowezkyj | Aleh Retschyz         |
| 2007 | Dnipro         | Artjom Sotow         | 7:6      | Jaroslaw Tarnowezkyj | Dmitry Kaftanatov     |
| 2008 | Belarus        | Sergei Pletnew       | 7:6      | Andrej Hluschanin    | Artur Piwtschenko     |
| 2008 | Belarus        | Sergei Pletnew       | 7:6      | Andrej Hluschanin    | Oto Paje              |
| 2009 | Moskau         | Ejnar Samalejew      | 5:1      | Anatoli Dmitrijew    | Artem Tschinschiwoi   |
| 2009 | Moskau         | Ejnar Samalejew      | 5:1      | Anatoli Dmitrijew    | Sergei Goryslawez     |
| 2011 | Sudak          | Sergei Goryslawez    | 6:5      | Armen Gabrieljan     | Nikita Liwada         |
| 2011 | Sudak          | Sergei Goryslawez    | 6:5      | Armen Gabrieljan     | Dmytro Biloserow      |
| 2012 | Minsk          | Kyrylo Ustytsch      | 6:2      | Dmytro Biloserow     | Maksym Kolenko        |
| 2012 | Minsk          | Kyrylo Ustytsch      | 6:2      | Dmytro Biloserow     | Jauhen Saltouski      |
| 2013 | Sudak          | Wladyslaw Derewjanko | 6:3      | Kyrylo Ustytsch      | Bohdan Rybalko        |
| 2013 | Sudak          | Wladyslaw Derewjanko | 6:3      | Kyrylo Ustytsch      | Ildar Wachitow        |

### Rangliste
| Platz | Spieler              | Gold | Silber | Bronze |
| ----- | -------------------- | ---- | ------ | ------ |
| 1     | Kyrylo Ustytsch      | 1    | 1      | 0      |
| 2     | Vidjai Drangoi       | 1    | 0      | 1      |
| 2     | Sergei Goryslawez    | 1    | 0      | 1      |
| 2     | Radomyr Kononenko    | 1    | 0      | 1      |
| 5     | Wladyslaw Derewjanko | 1    | 0      | 0      |
| 5     | Sergei Pletnew       | 1    | 0      | 0      |
| 5     | Älichan Qaranejew    | 1    | 0      | 0      |
| 5     | Ejnar Samalejew      | 1    | 0      | 0      |
| 5     | Artjom Sotow         | 1    | 0      | 0      |

## Juniorinnenturnier

### Die Turniere im Überblick
| Jahr | Austragungsort | Europameisterin       | Ergebnis | Finalistin              | Halbfinalistinnen 2       |
| ---- | -------------- | --------------------- | -------- | ----------------------- | ------------------------- |
| 2006 | Sudak          | Tatjana Maximowa      | 4:3      | Nadeschda Demtschenko   | Anastassija Proworowa     |
| 2006 | Sudak          | Tatjana Maximowa      | 4:3      | Nadeschda Demtschenko   | Julija Sorotschaikina     |
| 2007 | Dnipro         | Nadeschda Demtschenko | 5:1      | Anastassija Kowaltschuk | Julija Sorotschaikina     |
| 2007 | Dnipro         | Nadeschda Demtschenko | 5:1      | Anastassija Kowaltschuk | Tetjana Tutschak          |
| 2008 | Belarus        | Marija Turtschyna     | 5:1      | Tetjana Tutschak        | Darja Michailowa          |
| 2008 | Belarus        | Marija Turtschyna     | 5:1      | Tetjana Tutschak        | Tamara Nasdryna           |
| 2009 | Moskau         | Diana Mironowa        | 4:1      | Sofja Gontscharowa      | Kazjaryna Perepetschajewa |
| 2009 | Moskau         | Diana Mironowa        | 4:1      | Sofja Gontscharowa      | Xenija Krjukowa           |
| 2011 | Sudak          | Xenija Krjukowa       | 4:1      | Julija Nesterowa        | Anna Kotljar              |
| 2011 | Sudak          | Xenija Krjukowa       | 4:1      | Julija Nesterowa        | Aljaksandra Hisels        |
| 2012 | Minsk          | Anna Kotljar          | 4:2      | Oksana Krasko           | Aljaksandra Hisels        |
| 2012 | Minsk          | Anna Kotljar          | 4:2      | Oksana Krasko           | Anastassija Nowikawa      |
| 2013 | Sudak          | Marija Pudowkina      | 4:0      | Anastassija Swerinzewa  | Oleksandra Chomitschewa   |
| 2013 | Sudak          | Marija Pudowkina      | 4:0      | Anastassija Swerinzewa  | Anna Kotljar              |

### Rangliste
| Platz | Spielerin             | Gold | Silber | Bronze |
| ----- | --------------------- | ---- | ------ | ------ |
| 1     | Nadeschda Demtschenko | 1    | 1      | 0      |
| 2     | Anna Kotljar          | 1    | 0      | 2      |
| 3     | Xenija Krjukowa       | 1    | 0      | 1      |
| 4     | Tatjana Maximowa      | 1    | 0      | 0      |
| 4     | Diana Mironowa        | 1    | 0      | 0      |
| 4     | Marija Pudowkina      | 1    | 0      | 0      |
| 4     | Marija Turtschyna     | 1    | 0      | 0      |